# Oberteufer (Familie)
Die Oberteufer sind eine Ärztefamilie von Teufen und seit 1712 von Herisau im Schweizer Kanton Appenzell Ausserrhoden.

## Geschichte
Die Oberteufer, die von Christoph Oberteufer, einem Färber und Wundarzt in St. Gallen, abstammen, stellten in den folgenden fünf Generationen im 18. und frühen 19. Jahrhundert mindestens acht Ärzte. Diese praktizierten meist in Herisau. Sie waren alle um eine moderne, wissenschaftliche Medizin bemüht und wandten sich gegen die Kurpfuscherei. Mit Ausnahme der ersten Generation verfügten alle über einen Universitätsabschluss. Haupttätigkeitsfeld waren Geburtshilfe und Chirurgie.
Den Höhepunkt erreichte die Familie in der dritten Generation mit Johann Georg Oberteufer, der sich stark für eine Verbesserung des kantonalen Gesundheitswesens einsetzte. Er führte 1804 den ersten Hebammenkurs im Appenzellerland durch und gehörte zu den Initianten der 1810 geschaffenen kantonalen Sanitätskommission. Mit seinem Sohn Johann Heinrich Oberteufer und seinem Enkel, die beide ihr Leben als Geisteskranke im Herisauer Armenhaus beschlossen, endete die Ärztetradition.